# August Hagen (Theologe)
August Hagen (* 10. Februar 1889 in Spaichingen; † 27. Januar 1963 ebenda) war ein deutscher katholischer Theologe und Geistlicher.

## Leben
Hagen war ein Sohn des Bauern und Webers Franz Josef Hagen und dessen Ehefrau Franziska, geb. Schumacher. Er studierte ab Wintersemester 1909/10 katholische Theologie an der Universität Tübingen. Nach der Priesterweihe am 22. Juli 1914 war er Kaplan in Esslingen. Von 1922 bis 1928 war er Repetent am Wilhelmsstift in Tübingen. Zugleich war er von Sommersemester 1922 bis Sommersemester 1924 Gasthörer in Rechts- und Staatswissenschaften an der Universität Tübingen. 1925 wurde er mit einer Arbeit über Papsttum und Erledigung internationaler Streitigkeiten seit dem Jahre 1870 zum Dr.sc. pol. promoviert. 1928 folgte die Promotion zum Dr. theol. 1930 habilitierte er sich an der Universität Tübingen (Lehrberechtigung für katholisches Kirchenrecht). Von 1935 bis 1947 lehrte er auf dem kirchenrechtlichen Lehrstuhl der Katholischen Fakultät der Universität Würzburg. Von 1948 bis Ende 1959 war er Generalvikar des Bistums Rottenburg. Am 1. Januar 1960 trat er in den Ruhestand.

## Schriften (Auswahl)
- Staat und katholische Kirche in Württemberg in den Jahren 1848 - 1862. Zwei Bände. Stuttgart 1928 (Nachdruck: Schippers, Amsterdam 1961).

- Die Rechtsstellung des Hl. Stuhles nach den Lateranverträgen. Stuttgart 1930, OCLC 717811256.
- Der Mischehenstreit in Württemberg (1837-1855). Schöningh, Paderborn 1931.
- Pfarrei und Pfarrer nach dem Codex Iuris Canonici. Bader, Rottenburg a.n. 1935.
- Die kirchliche Mitgliedschaft. Bader, Rottenburg a.N. 1938.
- Staat, Bischof und geistliche Erziehung in der Diözese Rottenburg (1812 - 1934). Bader, Rottenburg a.N. 1939.
- Gestalten aus dem schwäbischen Katholizismus. Vier Bände. Schwabenverlag, Stuttgart 1948–1963.
- Prinzipien des katholischen Kirchenrechts. Würzburg 1949, OCLC 868531782.
- Die kirchliche Aufklärung in der Diözese Rottenburg. Bildnisse aus einem Zeitalter des Übergangs. Stuttgart 1953, OCLC 720253513.
- Geschichte der Diözese Rottenburg. Drei Bände. Schwabenverlag, Stuttgart 1956–1960.
- Der Reformkatholizismus in der Diözese Rottenburg (1902–1920). Wien 1962, OCLC 263550927.